# Ángel Acosta Martín
Ángel Acosta Martín (Puerto de la Cruz, Illes Canàries, 25 de novembre de 1922 - Tortosa, Baix Ebre, 12 d'abril de 2015), va ser un escultor i pintor canari.
Es va formar a l'escola de Luján Pérez, a Las Palmas de Gran Canaria, on va elaborar la seva primera escultura, una imatge de Santa Teresa de Jesús. L'any 1947 va ingressar a la Reial Acadèmia de Belles Arts de Sant Jordi de Barcelona. És llavors quan fixa la seva residència a Tortosa, on obriria el seu propi taller, i se li encarregaria la talla de la Verge de la Cinta. El 1949 tornaria momentàniament a Puerto de la Cruz, on es va casar amb Argelia Padrón Jesús.
El 16 de juliol de 2001 se li va concedir el títol de Fill Predilecte de Puerto de la Cruz, mentre que l'any 2005 va rebre el títol de Fill Adoptiu de Tortosa, ciutat on havia arribat de ben jove. Entre les obres que va realitzar a la ciutat de Tortosa hi ha el monument de la plaça de la Corona d'Aragó, que havia dissenyat prèviament Innocenci Soriano-Montagut. També va ser l'autor de dos passos de la Setmana Santa tortosina, en concret el de la Verge de les Angoixes (1999) i el del Despullament de Jesús (2001-2004). Per a la seva ciutat natal, el 1954 Acosta va esculpir la Verge del Carme que es troba a l'església de Nuestra Señora de la Peña de Francia. El 2003, el Govern canari va declarar "Bé d'Interès Cultural" a la categoria de Monument aquesta església i els seus bens immobles, entre els quals l'escultura d'Acosta.
Una plaça del barri de Sant Llàtzer de Tortosa porta el seu nom. També una plaça a la seva localitat natal porta el seu nom.